# Hadja Nima Bah
Pour les articles homonymes, voir Bah.
Hadja Nima BAH épouse SOW née le 13 juillet 1927 à Kissidougou (Guinée), est une écrivaine, activiste, syndicaliste et femme politique guinéenne,.
Elle fait partie des quatre premières députées guinéennes et députée de la circonscription de Dinguiraye en 1961.
Elle est décédée le 20 février 2021 à Dakar (Sénégal).

## Biographie
Hadja Nima Bah est née le 1927 à Kissidougou dans l'actuel Guinée forestière. Elle a fait ses études primaires et secondaires en Guinée, après son certificat d’étude en Guinée.
Elle part au Sénégal ou elle opte pour des cours d'enseignante à l'école normale des jeunes filles (ENJF) de Rufisque de 1942 en 1945.
A 19 ans, elle est affectée auprès de son père à Faranah au compte de l'enseignement, puis successivement à Siguiri, Dinguiraye, Mamou puis à Conakry d'abord à Sandervalia puis à Tombo. Par la suite elle s'occupe des élèves boursiers guinéens.
Après l'indépendance de la Guinée en 1958, elle fait partie des 4 premières députées guinéennes, élue à l'assemblée territoriale de la Guinée en 1961 pour la circonscription de Dinguiraye.
En juillet 1962, elle participe à la conférence des femmes africaines (CFA), à Dar es Salam en Tanzanie pour la création de l'organisation panafricaine des femmes (OPF) en mobilisant les femmes à participer à la lutte sur le continent pour la débarrassé du fléau du colonialisme.

### Ouvrages
- 2014 : Mon cahier de Morale, Cours de morale dispensés par Germaine Legoff à l’ENRJF de Rufisque (1944-1945), publie au édition L'Harmattan Guinée[5],[6].